# Rush (Album)
Rush, veröffentlicht im Jahr 1974, ist das erste Album der Gruppe Rush. Im Vergleich zu den folgenden Alben hat Rush einen deutlich bluesigeren an Led Zeppelin erinnernden Klang. Dies wird besonders bei den Stücken Before And After und Here Again deutlich, die im Gegensatz zu typischen Rockstücken der 1970er Jahre wie Working Man und What You're Doing stehen.
Der Schlagzeuger John Rutsey hat die Band nach diesem Album aus gesundheitlichen Gründen verlassen. Er wurde durch den talentierten Textschreiber und Schlagzeuger Neil Peart ersetzt, der die Band zu neuen Höhepunkten führen konnte.

## Titelliste
1. Finding My Way – 5:06
2. Need Some Love – 2:19
3. Take A Friend – 4:24
4. Here Again – 7:35
5. What You're Doing – 4:22
6. In The Mood – 3:34
7. Before And After – 5:34
8. Working Man – 7:10

## Besetzung
- Geddy Lee – Bass, Gesang
- Alex Lifeson – 6- und 12-saitige E-Gitarren, Gesang
- John Rutsey – Schlagzeug